# علامات بيولوجية للشيخوخة

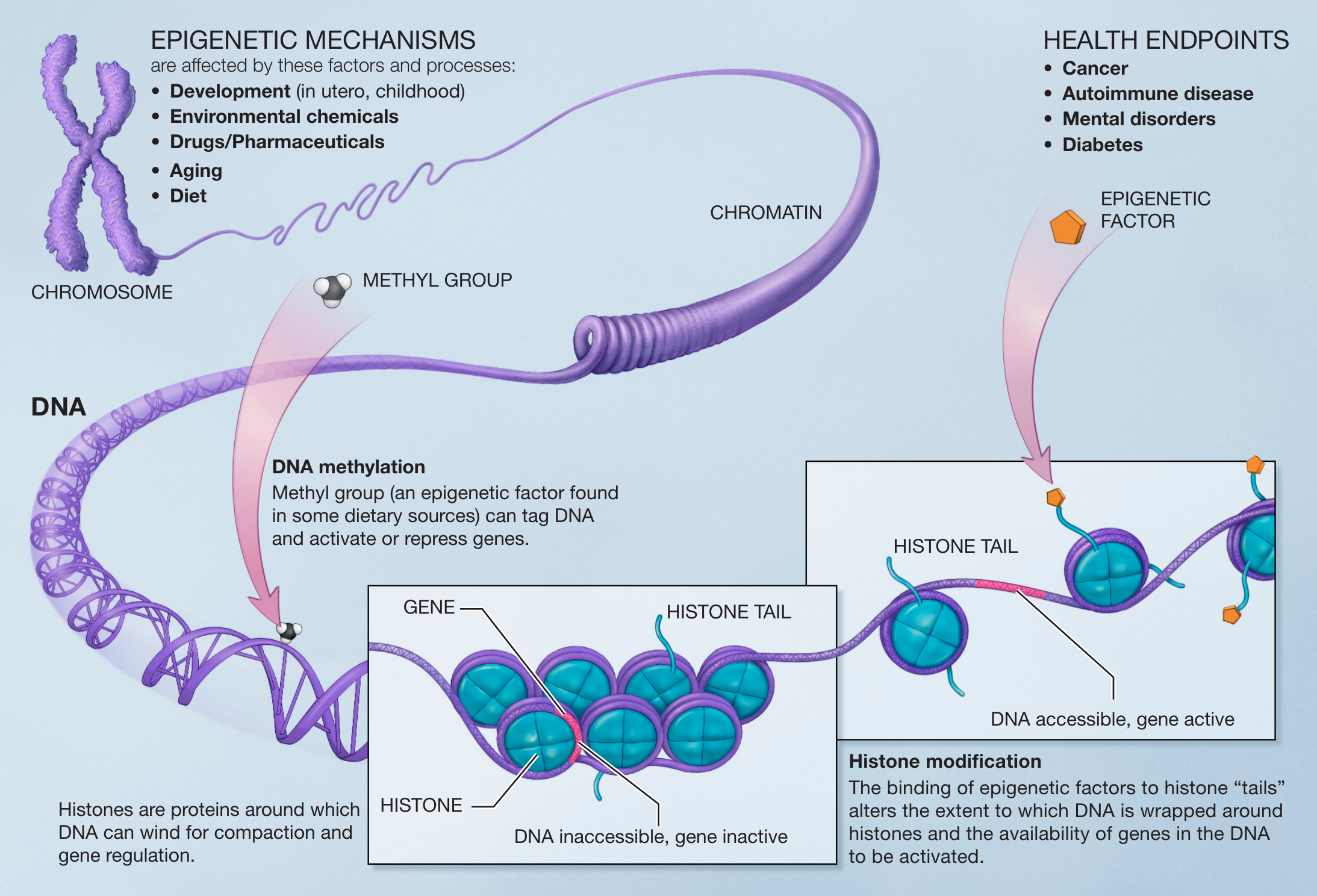

العلامات البيولوجية للشيخوخة هي العلامات البيولوجية التي تتوقع القدرة العملية في العمر المتأخر بشكل أفضل من العمر الزمني. وبطريقة أخرى فالعلامات البيولوجية للشيخوخة توضح العمر «البيولوجي الحقيقي»والذي ربما يكون مختلفًا عن العمر الزمني.
وتسمح العلامات البيولوجية الثابتة باختبار التدخلات الخاصة بمديد فترة الحياة لأن التغيرات في العلامات البيولوجية تكون ملحوظة خلال فترة حياة الكائن الحي. وبطريقة مثالية فإن العلامات البيولوجية للشيخوخة يجب أن تختبر العملية البيولوجية للشيخوخة وليس القابلية للمرض ويجب أن تحدث قدرًا قليلاً من الصدمة لتختبر في الكائن الحي ويجب أن تكون قابلة للقياس على نحو متزايد أثناء فترة قصيرة مقارنة بفترة حياة الكائن الحي.
وعلى الرغم من أن تحول لون الشعر إلى اللون الرمادي يزداد مع تقدم العمر، لكن لا يمكن أن نعتبر تحول الشعر للون الرمادي علامة بيولوجية. وعلى نحو مماثل تجاعيد البشرة وتغيرات أخرى شائعة تلاحظ مع تقدم العمر ليست مؤشرات أفضل للوظيفية المستقبلية من العمر الزمني. وقد استمر علماء علماء علم الشيخوخة البيولوجي في بذل الجهد لإيجاد وإثبات العلامات البيولوجية للشيخوخة لكن ظل نجاح هذا الأمر حتى الآن محدودًا. وعلى الرغم من أن الحد الأقصى للعمر قد يكون من وسائل إثبات صحة العلامات البيولوجية للشيخوخة لكنه ليس وسيلة عملية للأجناس طويلة العمر مثل البشر. وقد استخدمت مستويات الخلايا سي دي 4 وسي دي8 خلايا مناعية خاصة بالذاكرة والخلايا المناعية الأولية لتعطى توقعات جيدة لفترة الحياة المتوقعة لفأر في متوسط العمر.

## العلامات فوق الجينية

### فقدان الهستونات
يعتبر فقدان الهستونات أحد العلامات فوق الجينية الجديدة وفقًا للأبحاث التي درست الخلايا المسنة. أبدت معظم الأدلة ارتباط فقدان الهستونات بانقسام الخلايا. أظهر اختبار تسلسل نوكلياز المكورات الدقيقة للخمائر المنقسمة والمتقدمة في السن فقدانها للجسيمات النووية بنسبة 50% تقريبًا. يطيل فرط في التعبير عن الهستونات عمر سلالات الخميرة، ولهذا تعتبر جرعة الهستون المناسبة مهمة لهذه الأنواع. أدى فقدان الخميرة للهستون إلى تضخيم دور النسخ. تملك الخلايا الشابة جينات تتحرض مع التقدم في السن. تتكون تلك الجينات من بنى كروماتينية مميزة كالتوضع غير السوي للنواة وغياب المنطقة الخالية من الجسيم النووي ضمن المحفز وضعف انقسام مراحل الكروماتين وزيادة تواتر مركبات تاتا وارتفاع فعالية عوامل الكروماتين القامعة. ومع ذلك، يكون فقدان محفز الجينات للجسيمات النووية أكثر تواترًا في الخلايا الأكبر سنًا، وهذا يؤدي لزيادة نسخ تلك الجينات.
لا تشاهد هذه الظاهرة في الخميرة فقط، بل شوهدت أيضًا في الديدان المسنة وأثناء شيخوخة الخلايا الليفية الأولية ثنائية الكروموسومات وفي الخلايا البشرية الهرمة. ينخفض تخليق الهستونات الجديدة في الخلايا الليفية الأولية للإنسان نتيجة نقص القسيمات الطرفية الذي يحدث استجابةً لتلف الحمض النووي. قد يكون فقدان الهستونات الأساسية علامة فوق جينية (أو لاجينية) عامة للشيخوخة لدى العديد من الكائنات الحية.

### بدائل الهستون
يوجد بدائل إضافية أخرى للهستونات الأساسية التي تتضمن: H2A وH2B وH3 وH4. قد تختلف هذه البدائل في تسلسلها بشكل كبير، وتعتبر مهمة في ضبط حركيات الكروماتين. يعتبر الهستون H3.3 أحد بدائل الهستون H3 الموجود ضمن الجينوم بمعزل عن التكرار. يعتبر هذا البديل الشكل الرئيسي للهستون H3 في كروماتين الخلايا البشرية الهرمة، وقد تؤدي زيادته إلى الشيخوخة.
يملك الهستون 2 العديد من البدائل، ويعتبر ماكرو H2A أبرز المساهمين في عملية الشيخوخة. يعتقد عمومًا أن الماكرو H2A يعمل على الكبح النسخي، ولكن أشار البعض في الآونة الأخيرة إلى أهميته في كبح النسخ ضمن بؤر الهيتروكروماتين المرتبطة بالشيخوخة. لا يتأثر الكروماتين الذي يحتوي على الماكرو H2A ببروتينات إعادة النمذجة المعتمدة على الأدينوزين ثلاثي الفسفات أو بارتباط عوامل النسخ.

### تحويرات الهستون
تساهم زيادة أستلة الهستونات في تحول الكروماتين إلى كروماتين حقيقي مع تقدم الكائن الحي بالعمر على غرار زيادة النسخ الملحوظ بسبب فقدان الهستونات. يلاحظ أيضًا انخفاض مستويات H3K56ac مع التقدم في العمر وزيادة مستويات H4K16ac. ترتبط زيادة H4K16ac في خلايا الخميرة الهرمة بانخفاض مستويات HDAC Sir2، وهذا قد يطيل عمر الكائن عندما يفرط في التعبير عنه.
ارتبطت متيلة الهستونات بتنظيم مقدار عمر العديد من الكائنات الحية، وخاصةً متيلة H3K4me3 للتفعيل ومتيلة H4K27me3 للتثبيط. تحفز بروتينات التريثوراكس الثلاثة متيلة ما يلي في الربداء الرشيقة: WDR-5 وناقلة ميتيل SET-2 وASH-2. يؤدي فقدان أحد البروتينات الثلاثة آنفة الذكر إلى خفض مستويات H3K4me3 ويطيل عمر الكائن الحي. يؤدي فقدان الإنزيم النازع لميتيل H3K4me3 (RB-2) إلى زيادة مستويات H3K4me3 في الربداء الرشيقة ويقلل مدة حياتها. يرتفع مستوى H3K4me2 في المحفزات والمعززات بعد الولادة ومع التقدم في العمر ضمن قشرة الفص الجبهي لأدمغة المكاك الريسوسي. تعكس هذه الزيادة امتلاك الكائن بنى كروماتينية أكثر فعالية وانفتاح، وهذا يرتبط باستجابة الجسم للإجهاد –كالاستجابة لتلف الحمض النووي الريبوزي منقوص الأكسجين. قد تشكل هذه التغييرات ذاكرة فوق جينية للأضرار التي يعاني منها الكائن الحي أثناء نموه وتطوره.
يلعب UTX-1 -نازع ميتيلH3K27me3 - دورًا مهمًا في شيخوخة الربداء الرشيقة. ترتبط زيادة التعبير عن UTX-1 بانخفاض H3K27me3 وقصر مدى الحياة، بينما ارتبط انخفاض Utx-1 بطول مدى الحياة. يؤثر تغير مستويات H3K27me3 أيضًا على شيخوخة خلايا ذبابة الفاكهة والبشر.

## وصلات خارجية
- Biomarkers of Aging News Advisory National Institute on Aging